# 纳拉因·卡蒂凯扬
纳拉因·卡尔蒂克扬（Narain Karthikeyan，泰米尔语： நாராயண் கார்த்திகேயன்，1977年1月14日—），印度一级方程式赛车车手，出生于印度金奈。他是印度历史上第一位一级方程式赛车车手。

## 簡介
他的父亲是印度的一位前拉力赛冠军。因此，他从小就开始了赛车训练。曾在法国学习并参加了一些当地的方程式赛事，展现出了他的赛车天赋。之后参加了印度和英国的一些赛事。1996年获得了亚洲方程式冠军。1998年转战三级方程式赛场，曾参加数届澳门格兰披治大赛车。2001年加入日本F3000方程式。
他曾为三支F1车队试车：美洲虎车队（2001年），乔丹车队（2001年）和米纳尔迪车队（2003年）。
2005年初，他得到了新近注入大量资金的乔丹车队的青睐，成为了他们的正式车手。在他的首场F1比赛，2005年澳大利亚大奖赛中，他以第12名完赛。
2006年至2009年，他担任A1大奖赛印度队的车手。
2011年加盟伊斯巴尼亞車隊重投一級方程式。2012赛季结束后，因该车队解散而不得不离开F1赛场。

## 其他資料

### 外部連結
- 車手官方網站 （页面存档备份，存于）

### 參閱
- 熊龍 (首位華裔及馬來西亞車手)